# Landkreis Sondershausen
| Basisdaten                                                   | Basisdaten    |
| ------------------------------------------------------------ | ------------- |
| Bestandszeitraum                                             | 1922–1952     |
| Verwaltungssitz                                              | Sondershausen |
| Einwohner                                                    | 71.918 (1939) |
| Gemeinden                                                    | 71 (1939)     |
|                                                              |               |
| Lage des Landkreises Sondershausen in Thüringen im Jahr 1922 |               |

Der Landkreis Sondershausen war von 1922 bis 1952 ein Landkreis in Thüringen. Der Kreissitz befand sich in Sondershausen. Das ehemalige Kreisgebiet gehört heute zum Kyffhäuserkreis und zum Unstrut-Hainich-Kreis in Thüringen. In Schwarzburg-Sondershausen existierte bereits von 1850 bis 1912 der Verwaltungsbezirk Sondershausen und von 1912 bis 1922 der Kreis der Unterherrschaft mit Sitz in Sondershausen.

## Geschichte

### Schwarzburg-Sondershausen
Das Fürstentum Schwarzburg-Sondershausen bestand im 19. Jahrhundert aus den drei räumlich getrennten Landesteilen Sondershausen, Arnstadt und Gehren. Der Landesteil Sondershausen bildete die Unterherrschaft, während die Landesteile Arnstadt und Gehren als Oberherrschaft bezeichnet wurden. Bei einer Neugliederung des Staatsgebietes im Jahre 1850 wurden in der Unterherrschaft die drei Verwaltungsbezirke Sondershausen, Ebeleben und Greußen gebildet. Erster Landrat in Sondershausen war Adolf Gottschalck. Der Verwaltungsbezirk Greußen wurde 1858 wieder aufgelöst und auf die Bezirke Sondershausen und Ebeleben aufgeteilt. Von 1882 bis 1897 war der Verwaltungsbezirk Ebeleben vorübergehend aufgehoben und während dieser Zeit bildete die gesamte Unterherrschaft den Verwaltungsbezirk Sondershausen. Im Jahre 1910 umfasste der Verwaltungsbezirk Sondershausen 266 km² und hatte 26.868 Einwohner. 1912 wurde die Stadt Sondershausen kreisfrei und aus dem restlichen Gebiet der Unterherrschaft wurde der Kreis der Unterherrschaft gebildet, dessen Landratsamt seinen Sitz in Sondershausen hatte.
1918 wurde aus dem Fürstentum Schwarzburg-Sondershausen der Freistaat Schwarzburg-Sondershausen, der wiederum am 1. Mai 1920 im Land Thüringen aufging.

### Land Thüringen
Nachdem 1920 das neue Land Thüringen gegründet worden war, kam es 1922 zu einer umfassenden Gebietsreform. Der dabei gegründete Landkreis Sondershausen setzte sich zusammen aus
- der gesamten Schwarzburger Unterherrschaft einschließlich der bis dahin kreisfreien Stadt Sondershausen
- dem aufgelösten Landratsamt Frankenhausen (bis 1920 Schwarzburg-Rudolstadt)
- den Gemeinden Hohenbergen, Kleinkeula, Körner, Menteroda und Obermehler aus dem aufgelösten Landratsamt Gotha (bis 1920 Sachsen-Coburg und Gotha) sowie
- der Gemeinde Oldisleben aus dem aufgelösten Verwaltungsbezirk Apolda (bis 1920 Sachsen-Weimar-Eisenach).[8]

Erster Landrat wurde der Jurist August Reinbrecht, der bereits Landrat des Landratsamtes Frankenhausen gewesen war.

### DDR
Bei der Gebietsreform von 1950 in der DDR trat der Landkreis die Stadt Schlotheim sowie die Gemeinden Großmehlra, Hohenbergen, Keula, Kleinkeula, Körner, Mehrstedt, Menteroda, Obermehler und Urbach an den Landkreis Mühlhausen i. Th. ab. Gleichzeitig erhielt er vom Landkreis Bad Langensalza die Gemeinde Freienbessingen, vom Landkreis Nordhausen die Gemeinden Großberndten und Kleinberndten sowie vom Landkreis Weißensee die Gemeinden Frömmstedt, Grüningen, Herrnschwende, Kindelbrück, Nausiß, Niedertopfstedt, Oberbösa und  Obertopfstedt.
Die 2. Parteikonferenz der SED (9.–12. Juli 1952) löste eine Neustrukturierung der Gebiets- und Verwaltungsstruktur in der DDR aus. Im Ergebnis wurden die Länder auf dem Gebiet der DDR abgeschafft und durch Bezirke ersetzt. Gleichzeitig wurde eine neue Kreisgliederung geschaffen:
- Die Stadt Bad Frankenhausen sowie die Gemeinden Borxleben, Esperstedt, Göllingen, Günserode, Ichstedt, Oldisleben, Ringleben, Rottleben, Seega, Seehausen, Steinthaleben und Udersleben kamen zum neuen Kreis Artern.
- Die Ortschaften Kindelbrück, Frömmstedt, Herrnschwende, und Nausiss kamen zurück und wurden mit dem größten Teil des restlichen Landkreises Weissensee dem neugebildeten Kreis Sömmerda zugeschlagen.
- Die Ortschaften Ober- und Niedertopfstedt, Oberbösa und Grüningen verblieben im Kreis Sondershausen.
- Das Kerngebiet des Landkreises mit den Städten Sondershausen, Ebeleben Greussen und Großenehrich bildete den Kreis Sondershausen.
- Aus dem Landkreis Nordhausen kam noch die Gemeinde Friedrichsrode zu den bereits 1950 eingetretenen Ortschaften  Grossberndten und Kleinberndten  dazu.
- Aus dem Landkreis Mühlhausen wurde nach 2 Jahren Verbleib der Ort Keula dem Kreis Sondershausen wieder zurückgegeben.
- Aus dem Landkreis Worbis und kurzfristigem Aufenthalt im Landkreis Nordhausen kam die Gemeinde Zaunröden erstmals in den Kreis Sondershausen.
- Die Kreise Sondershausen und Sömmerda kamen zum neuen Bezirk Erfurt und der Kreis Artern kam zum Bezirk Halle.

## Einwohnerentwicklung
|           | Verwaltungsbezirk | Verwaltungsbezirk | Landkreis Sondershausen | Landkreis Sondershausen | Landkreis Sondershausen | Landkreis Sondershausen |
| Jahr      | 1900              | 1910              | 1925                    | 1933                    | 1939                    | 1946                    |
| Einwohner | 24.965            | 26.868            | 72.164                  | 73.152                  | 71.918                  | 101.315                 |

Einwohnerzahlen der Gemeinden mit mehr als 2.000 Einwohnern (Stand 1939):
| Bad Frankenhausen | 7.175  |
| Greußen           | 3.478  |
| Jecha             | 2.165  |
| Oldisleben        | 2.433  |
| Schlotheim        | 4.032  |
| Sondershausen     | 10.907 |
| Stockhausen       | 2.312  |

## Städte und Gemeinden
Im Jahre 1939 umfasste der Landkreis Sondershausen sieben Städte und 64 weitere Gemeinden:
| - Abtsbessingen - Allmenhausen - Bad Frankenhausen, Stadt - Badra - Bellstedt - Bendeleben - Berka - Billeben - Bliederstedt - Borxleben - Clingen, Stadt - Ebeleben, Stadt - Esperstedt - Feldengel - Göllingen - Greußen - Großbrüchter - Großenehrich, Stadt | - Großfurra - Großmehlra - Gundersleben - Günserode - Hachelbich - Himmelsberg - Hohenbergen - Hohenebra - Holzengel - Holzsußra - Holzthaleben - Ichstedt - Immenrode - Jecha - Jechaburg - Keula - Kirchengel - Kleinbrüchter | - Kleinkeula - Körner - Mehrstedt - Menteroda - Niederbösa - Niederspier - Obermehler - Oberspier - Oldisleben - Otterstedt - Ringleben - Rockensußra - Rockstedt - Rohnstedt - Rottleben - Schernberg - Schlotheim, Stadt - Seega | - Seehausen - Sondershausen, Stadt - Steinthaleben - Stockhausen - Straußberg - Thalebra - Thüringenhausen - Toba - Trebra - Udersleben - Urbach - Wasserthaleben - Wenigenehrich - Westerengel - Westgreußen - Wiedermuth - Wolferschwenda |

## Landräte
- Adolf Gottschalck (1850–1855)
- Bernhard Maempel (1855–1870)
- Otto Reinhardt (1870–1880)
- Max Schwing (1886–1889)
- Otto Henniger (1889–1898)
- Felix Bärwinkel (1898–1903)
- August Reinbrecht (1922–1929)
- Vogt (1929–)